# К счастью
«К счастью» (англ. Happily) — комедийный триллер, снятый БеномДэвидом Грабински (его режиссёрский дебют) по собственному сценарию. В главных ролях: Джоэл Макхейл, Керри Бише, Стивен Рут, Натали Моралес, Пол Шир и Натали Зиа.
Мировая премьера должна была состояться на кинофестивале Трайбека в 2020 году, но она была отложена из-за пандемии COVID-19. Релиз фильма состоялся 19 марта 2021 года.

## В ролях
- Джоэл Макхейл — Том
- Керри Бише — Джанет
- Стивен Рут — Гудман
- Натали Зиа — Карен
- Пол Шир — Валь
- Натали Моралес — Патрисия
- Джон Дэйли — Дональд
- Кирби Хауэлл-Баптист — Мод
- Шарлин И — Гретель
- Брекин Мейер — Ричард
- Шеннон Вудворд — Карла
- Бри Грант — кассирша
- Аль Мадригал — Артур

## Производство
В феврале 2019 года стало известно, что Джоэл Макхейл, Керри Бише, Стивен Рут, Натали Зиа, Пол Шир, Натали Моралес, Джон Дэйли, Кирби Хауэлл-Баптист, Шарлин И, Брекин Мейер, Шеннон Вудворд, Бри Грант и Аль Мадригал присоединились к актёрскому составу фильма, режиссёром и сценаристом которого выступит БенДэвид Грабински.
Съёмочный период начался в феврале 2019 года.

## Релиз
Мировая премьера должна была состояться на кинофестивале Трайбека 18 апреля 2020 года. Однако он был отложен из-за пандемии COVID-19. В ноябре 2020 года Saban Films приобрела права на дистрибуцию фильма.